# Dänischer Fußballpokal 1958/59
Der Dänische Fußballpokal 1958/59 war die fünfte Austragung des dänischen Pokalwettbewerbs der Männer. Er wurde vom dänischen Fußballverband ausgetragen. Das Finale fand im Københavns Idrætspark von Kopenhagen statt. Pokalsieger wurde Titelverteidiger Vejle BK, der sich im Wiederholungsspiel des Finals gegen Aarhus GF durchsetzte.
Alle Begegnungen wurden in einem Spiel ausgetragen. Bei unentschiedenem Ausgang wurde zur Ermittlung des Siegers eine Verlängerung gespielt. Stand danach kein Sieger fest, folgte ein Elfmeterschießen. Ab dem Halbfinale wurde bei einem Remis das Spiel wiederholt.

## 1. Runde
Es nahmen 56 Mannschaften von der dritten Klasse abwärts teil.
|                     | Ergebnis  |                        |
| ------------------- | --------- | ---------------------- |
| B 1921 Nykøbing     | 1:2       | Husum BK               |
| Borup IF            | 2:3 n. V. | Skive IK               |
| Brande IF           | 1:5       | Holstebro BK           |
| Fredericia fF       | 3:2 n. V. | Vorup Frederiksberg BK |
| BK Frem Sakskøbing  | 5:1       | Østerbros Boldklub     |
| Gentofte-Vangede IF | 1:2       | BK Rødovre             |
| Hellerup IK         | 6:0       | BK Fremad Valby        |
| Hjørring IF         | 5:4       | Assens G&IK            |
| Kalundborg GB       | 5:2       | Glostrup IC            |
| Kammeraternes BK    | 1:7       | IK Aalborg Chang       |
| Kolding IF          | 5:0       | Fraugde GIF            |
| Lendemark BK        | 0:6       | Fremad Amager          |
| Lyngby BK           | 0:1       | Frederiksborg IF       |
| Nakskov BK          | 2:4       | Brøndbyvester IF       |
| Odense KFUM         | 3:2       | Herning Fremad         |
| BK Olympia 1921     | 0:5       | Sundby BK              |
| Ringsted IF         | 3:0       | AIK Frederiksholm      |
| Rudkøbing BK        | 2:0       | Grindsted G&IF         |
| Rødby fB            | 6:0       | Maribo BK              |
| Silkeborg IF        | 6:3       | Sønderborg BK          |
| Skagen IK           | 3:1       | Storvorde Sejlflod BK  |
| IF Skjold Birkerød  | 1:2       | Kastrup BK             |
| IK Skovbakken       | 2:3       | Randers SK Freja       |
| Slagelse B&I        | 0:3       | Tølløse BK             |
| Svendborg BK        | 2:3       | Esbjerg KFUM           |
| Viborg FF           | 1:3       | BK Marienlyst          |
| IK Viking Rønne     | 2:1       | Nyborg G&IF            |
| Aalborg Freja       | 4:7       | Otterup B&IK           |

## 2. Runde
Teilnehmer waren die 28 Sieger der ersten Runde und die zwölf Vereine aus der 2. Division 1958.
|                  | Ergebnis              |                    |
| ---------------- | --------------------- | ------------------ |
| B.93 Kopenhagen  | 6:2                   | Rødby fB           |
| B 1901 Nykøbing  | 6:2                   | Fredericia fF      |
| B 1913 Odense    | 3:4                   | Randers SK Freja   |
| Brøndbyvester IF | 1:3                   | Skive IK           |
| Brønshøj BK      | 4:3                   | BK Frem Sakskøbing |
| Frederiksborg IF | 0:2                   | Helsingør IF       |
| Frederikshavn fI | 2:0                   | Otterup B&IK       |
| Fremad Amager    | 4:1                   | Aalborg BK         |
| Hellerup IK      | 6:1                   | Ikast FS           |
| Holstebro BK     | 2:4 n. V.             | Horsens fS         |
| Husum BK         | 4:3                   | Tølløse BK         |
| Kalundborg GB    | 0:3                   | B 1903 Kopenhagen  |
| Kolding IF       | 1:1 n. V. (2:1 i. E.) | Næstved IF         |
| BK Marienlyst    | 1:1 n. V. (2:3 i. E.) | Kastrup BK         |
| Odense KFUM      | 3:1                   | Hjørring IF        |
| Ringsted IF      | 1:4                   | IK Aalborg Chang   |
| Rudkøbing BK     | 3:0                   | Esbjerg KFUM       |
| BK Rødovre       | 10:10                 | Skagen IK          |
| Sundby BK        | 1:4                   | Vanløse IF         |
| IK Viking Rønne  | 0:2                   | Silkeborg IF       |

## 3. Runde
Teilnehmer: Die 20 Sieger der zweiten Runde und die zwölf Vereine aus der 1. Division 1958.
|                      | Ergebnis  |                    |
| -------------------- | --------- | ------------------ |
| AB Gladsaxe          | 1:0       | Brønshøj BK        |
| IF AIA-Tranbjerg     | 3:2       | Odense KFUM        |
| B 1909 Odense        | 4:0       | B 1903 Kopenhagen  |
| Esbjerg fB           | 3:1       | Vanløse IF         |
| Frederikshavn fI     | 1:4       | Aarhus GF          |
| Fremad Amager        | 4:1       | Skive IK           |
| Helsingør IF         | 1:5       | Vejle BK           |
| Hellerup IK          | 11:10     | Rudkøbing BK       |
| Horsens fS           | 3:2       | Skovshoved IF      |
| Kastrup BK           | 0:6       | BK Frem Kopenhagen |
| Kjøbenhavns Boldklub | 5:3       | BK Rødovre         |
| Kolding IF           | 1:2       | Randers SK Freja   |
| Køge BK              | 8:0       | Husum BK           |
| Odense BK            | 1:2       | KFUM Kopenhagen    |
| Silkeborg IF         | 4:2 n. V. | B 1901 Nykøbing    |
| IK Aalborg Chang     | 1:5       | B.93 Kopenhagen    |

## 4. Runde
Teilnehmer: Die 16 Sieger der dritten Runde.
|                  | Ergebnis |                      |
| ---------------- | -------- | -------------------- |
| AB Gladsaxe      | 7:2      | IF AIA-Tranbjerg     |
| Aarhus GF        | 3:0      | Horsens fS           |
| B 1909 Odense    | 4:1      | BK Frem Kopenhagen   |
| Hellerup IK      | 2:1      | B.93 Kopenhagen      |
| Køge BK          | 2:0      | Kjøbenhavns Boldklub |
| Randers SK Freja | 2:1      | Esbjerg fB           |
| Silkeborg IF     | 2:1      | KFUM Kopenhagen      |
| Vejle BK         | 5:1      | Fremad Amager        |

## Viertelfinale
|               | Ergebnis  |                  |
| ------------- | --------- | ---------------- |
| AB Gladsaxe   | 3:2       | Silkeborg IF     |
| Aarhus GF     | 2:1       | Hellerup IK      |
| B 1909 Odense | 8:1       | Randers SK Freja |
| Køge BK       | 1:3 n. V. | Vejle BK         |

## Halbfinale
|               | Ergebnis |             |
| ------------- | -------- | ----------- |
| Aarhus GF     | 4:2      | AB Gladsaxe |
| B 1909 Odense | 1:3      | Vejle BK    |

## Finale
| Paarung        | Vejle BK – Aarhus GF |
| Ergebnis       | 1:1 n. V. (1:1, 1:1) |
| Datum          | 7. Mai 1959 |
| Stadion        | Københavns Idrætspark, Kopenhagen |
| Zuschauer      | 33.000 |
| Schiedsrichter | Aksel Asmussen |
| Tore           | 1:0 Poul Mejer (1.) 1:1 Erik Jensen (10.) |
| Vejle BK       | Erling Sørensen – Kaj Johansen, Poul Jensen, Palle Brinch – Gunnar Jørgensen, Knud Herbert Sørensen – Svend Andersen, Tommy Troelsen, Henning Enoksen, Erik Skaaning, Poul Mejer Cheftrainer: Frits Godtfredsen |
| Aarhus GF      | Henry From – Hans Gregersen, Bjarke Gundlev, John Amidsen – Viggo Holm, Kaj Christensen – Verner Hermansen, Erik Jensen, John Jensen, Aage Rou Jensen, Peder Kjær Cheftrainer: Géza Toldi ( Ungarn)             |

### Wiederholungsspiel
| Paarung        | Vejle BK – Aarhus GF |
| Ergebnis       | 1:0 (0:0) |
| Datum          | 3. Juni 1959 |
| Stadion        | Københavns Idrætspark, Kopenhagen |
| Zuschauer      | 17.700 |
| Schiedsrichter | Jarl Hansen |
| Tore           | 1:0 Henning Enoksen (50.) |
| Vejle BK       | Erling Sørensen – Kaj Johansen, Poul Jensen, Palle Brinch – Gunnar Jørgensen, Knud Herbert Sørensen – Svend Andersen, Tommy Troelsen, Henning Enoksen, Erik Skaaning, Poul Mejer Cheftrainer: Frits Godtfredsen |
| Aarhus GF      | Henry From – Hans Gregersen, Bjarke Gundlev, John Amidsen – Viggo Holm, Kaj Christensen – Verner Hermansen, Erik Jensen, John Jensen, Aage Rou Jensen, Peder Kjær Cheftrainer: Géza Toldi ( Ungarn)             |